# Laena yasuakii
Laena yasuakii – gatunek chrząszcza z rodziny czarnuchowatych i podrodziny omiękowatych.
Gatunek ten został opisany w 1996 przez Kimio Masumoto i redeskrybowany w 2001 roku przez Wolfganga Schawallera. Miejscem typowym jest Binchuan Xian w górach Jizu Shan.
Chrząszcz o ciele długości od 5,8 mm. Przedplecze o brzegach bocznych nieobrzeżonych i lekko karbowanych, tylnym brzegu nieobrzeżonym i niezagiętym w dół, kątach tylnych zaokrąglonych; jego powierzchnia pokryta dużymi, gęstymi, w większości opatrzonymi długimi szczecinkami punktami oddalonymi od siebie 1–2 średnice. Na pokrywach brak rowków, tylko ułożone w rzędy punkty, wielkości tych na przedpleczu i opatrzone długimi szczecinkami. Na międzyrzędach drobne punkty opatrzone szczecinkami. Siódmy międzyrząd wypukły jak pozostałe. Samiec ma tylko przednie uda kanciaste dystalnie, a tylne golenie z delikatnie haczykowatym końcem wewnętrznym.
Owad endemiczny dla Chin, znany tylko z Junnanu.